# Myles Keogh
Myles Walter Keogh (Leighlinbridge, 25 marzo 1840 – Little Bighorn, 25 giugno 1876) è stato un militare irlandese naturalizzato statunitense.
Dopo essere stato brevemente al servizio dello Stato Pontificio durante il Risorgimento, si arruolò nell'esercito americano e combatté nella guerra di secessione, per poi unirsi al 7º Cavalleggeri del generale George Custer e perire nella battaglia di Little Bighorn.

## Biografia
Nativo della contea di Carlow, era uno dei dodici figli di una ricca famiglia di contadini. Assetato di avventure, dopo l'appello di papa Pio IX perché i cattolici volenterosi difendessero Roma dall'imminente aggressione del Regno di Sardegna si arruolò volontario nell'esercito dello Stato della Chiesa, partecipando alla fondazione del battaglione di San Patrizio con altri irlandesi. Nel 1860 combatté quindi a Castelfidardo e Ancona, venendo infine catturato dai piemontesi e imprigionato brevemente a Genova. Per i suoi servigi il papa gli concesse la Medaglia di Castelfidardo e la nomina a cavaliere dell'Ordine di San Gregorio Magno, così come l'ingresso nella guardia svizzera pontificia.
Dopo la sconfitta dello Stato Pontificio decise di emigrare negli Stati Uniti, dove allora infuriava la guerra civile americana, arruolandosi nell'esercito nordista dietro raccomandazione dell'arcivescovo di New York John Joseph Hughes, che aveva incontrato in Italia. Promosso capitano dei volontari, combatté in tutte le principali battaglie della guerra, divenendo un esperto veterano. Durante la battaglia di Port Republic del 1862, il suo primo scontro sul suolo americano, arrivò quasi al punto di catturare Stonewall Jackson, uno dei più formidabili comandanti confederati. Nel 1864 guidò un'incursione a Macon cercando di raggiungere la prigione di Andersonville, venendo tuttavia catturato assieme al generale George Stoneman e tenuto prigioniero alcuni mesi, prima di essere infine rilasciato durante uno scambio.
Nel 1866 passò al 7º Cavalleggeri, venendone promosso prima maggiore e poi tenente colonnello. Numerosi postumi di ferite e malattie risalenti alla guerra tuttavia lo tenevano spesso lontano dal servizio attivo, col risultato che solo nel 1876 tornò effettivamente operativo nel proprio ruolo, seguendo il generale George Armstrong Custer nella sua campagna contro i nativi americani. Nel 1874 aveva visitato la natia Irlanda, lasciando la propria parte di eredità alla sorella Margaret, alla quale aveva confessato di soffrire di depressione; inoltre, presagendo la propria morte durante le imminenti guerre indiane, stipulò un'assicurazione sulla vita di 10 000 dollari e fece testamento.
Durante la battaglia di Little Bighorn Keogh era al comando della I Compagnia, incaricata di difendere le retrovie del distaccamento di Custer. Tuttavia l'improvviso attacco dei nativi colse gli statunitensi totalmente di sorpresa, costringendoli ad una disperata difesa lungo le colline adiacenti il fiume Little Bighorn; Keogh morì combattendo assieme a tutto il resto del gruppo di Custer, uno degli ultimi a cadere, e il suo corpo non fu mutilato perché i nativi furono impressionati dalla sua resistenza e dalle medaglie papaline che ancora indossava, interpretandole come un segno del suo valore. Il suo cavallo Comanche, gravemente ferito, fu l'unico essere vivente recuperato dal campo di battaglia, quindi a tutti gli effetti l'unico "sopravvissuto" di Little Bighorn.
Il suo corpo, recuperato dal campo di battaglia, fu sepolto al cimitero di Auburn come aveva disposto nel testamento; la sua tomba fu in seguito adornata da una lapide inviata dalla sorella Margaret. Le sue medaglie invece, prese dai nativi come trofeo, finirono infine in possesso del capotribù Toro Seduto, ritratto con quella di Castelfidardo in una foto.